# Segle VIII
El segle vuitè (VIII) és un període que comprèn els anys inclosos entre en 701 i el 800 i està marcat per la ràpida expansió dels musulmans, que conquereixen nous territoris a Europa i Àsia i exporten la seva cultura i avenços als pobles cristians. A Europa, es viu un renaixement polític i cultural que definirà les bases dels regnes de l'edat mitjana.

## Política
Els sarraïns inicien una expansió territorial. Amplien els seus dominis al Magrib i Orient Mitjà i penetren a la península Ibèrica el 711, on acaben amb el Regne de Toledo i pugen cap al nord fins que els francs els frenen en la batalla de Tours del 732. Des d'aleshores, comença un període de guerres contínues entre cristians i musulmans per establir el control del sud del continent. A l'est, els àrabs arriben fins a Constantinoble, on són rebutjats, i fins i tot fan incursions a les zones sota domini xinès (Batalla del Talas). Al-Mansur (abbàssida) és un dels líders polítics d'aquesta ofensiva.
A Europa, Carlemany intenta reunificar els antics territoris romans sota el seu poder, fer que donaria peu al Sacre Imperi Romanogermànic al segle següent. Per aquest motiu, sotmet militarment algunes regions i pacta relacions de tribut amb d'altres. Les seves accions, i les de Pipí el Breu, contra els pobles germànics porten indirectament a la creació dels Estats Pontificis el 752, origen del poder polític del papa.
A Amèrica, sorgeixen les cultures nord-americanes anasazis clàssiques i les de Cahokia, mentre els maies inicien la seva decadència. Al Txad s'estableix l'Imperi de Kanem.
A l'Àsia es viu un període d'unificacions territorials. La dinastia Pala governa l'Índia i prossegueix el domini de la
dinastia Tang xinesa, que amplia els seus dominis gràcies a les accions militars del general Guo Ziyi. Durant aquesta època, es dona el regnat de Wu Zetian, l'única dona que ha assolit el títol d'emperadriu per ella mateixa i no com a esposa. El Japó, en el període Nara està fortament influït pels costums xinesos, especialment la cort.

## Economia i societat
Al segle viii, es van incrementar els contactes entre pobles llunyans, si bé la majoria del comerç continuava fent-se als mercats locals i entre ciutats veïnes. Es va intensificar el comerç a través de la ruta de la Seda i la compravenda d'espècies entre Orient i Occident, sovint amb els àrabs com a mitjancers. Els melanesis van establir ports comercials a Madagascar i els xinesos en diversos punts de la costa africana oriental, per la qual cosa van aparèixer nous productes (sobretot minerals) als regnes més pròspers.

## Invencions i descobriments
A la Xina, Yi Xing crea un rellotge astronòmic mecànic de gran precisió i es perfecciona la tècnica de la xilografia, inventada un segle abans.
A Europa, es van produir diverses innovacions d'importància. En primer lloc, es va crear l'escriptura carolíngia, que estalviava temps de còpia i va ajudar a la difusió cultural entre monestirs. Després es va consolidar l'ús de ferradures de ferro per als cavalls, que els permetien córrer a més velocitat sense lesions, fet cabdal per a la guerra. Dins del camp cultural, es va inventar l'arpa triangular i, per acabar, en l'agricultura es va introduir una nova arada més pesant que permetia treballar millor la terra.

## Art, cultura i pensament
Durant el segle viii, es va conrear-se àmpliament la literatura. En el gènere historiogràfic, cal destacar la Historia ecclesiastica gentis Anglorum de Beda, i els escrits de Pau el Diaca sobre els llombards. Hi ha una àmplia difusió de la llegenda de Barlaam i Josafat que, en realitat, és la versió cristianitzada de la vida de Buda. Alcuí de York promou la creació dels scriptoria als monestirs, dedicats a copiar la literatura clàssica i les obres científiques de l'època, incloent-hi els primers documents escrits en llengües romàniques. Fora de l'àmbit occidental, Al-Jàhidh és una de les principals figures de la literatura i la lexicografia àrab, mentre que a la Xina salten a la fama els poetes hedonistes Li Po i Du Fu. Al Japó s'introdueix la poesia waka.
En la religió cristiana, la gran polèmica versa sobre el culte a les imatges i el seu paper, envers la total absència d'altres creences com la jueva o la musulmana. En el segon concili de Nicea (el darrer acceptat per totes les esglésies cristianes) s'acaba amb la iconoclàstia. Joan Damascè va continuar la seva obra i Teodulf d'Orleans va començar a redactar les seves cartes. Es van produir avenços en la codificació del càlcul de la Pasqua, encara no fixada de manera oficial.
Dins de l'art, s'inicia la construcció de dos grans monuments en extrems oposats del món antic: Borobudur a l'Àsia i la mesquita de Còrdova en terres andaluses. Han Gan pinta els seus millors quadres. Jamila és referenciada com a compositora i directora d'orquestra.